# 1723 en architecture
| Années de l'architecture : 1720 - 1721 - 1722 - 1723 - 1724 - 1725 - 1726    |
| Décennies de l'architecture : 1690 - 1700 - 1710 - 1720 - 1730 - 1740 - 1750 |

Cet article présente les faits marquants de l'année 1723 en architecture.

## Réalisations

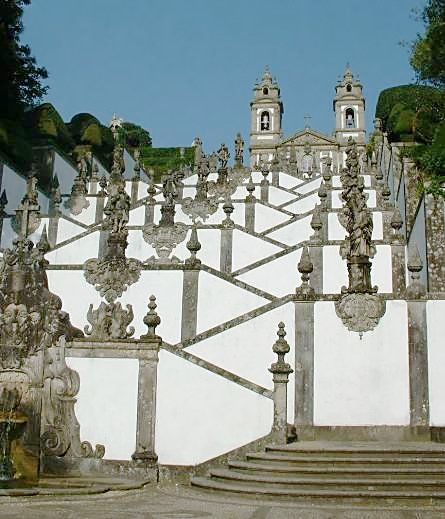
Bom Jesus

- Début des travaux du sanctuaire du Bom Jesus do Monte, à Braga (Portugal) dans le style baroque ; ils s'achèveront en 1811.
- Achèvement du Palais Hrzán de Harasov à Prague, en style baroque.

## Événements
- x

## Récompenses
- Prix de Rome : x

## Naissances
- 23 février : William Chambers († 10 mars 1796).
- 21 août : Pierre-Michel d'Ixnard, architecte français qui œuvra surtout en Allemagne méridionale (†  21 août 1795).

## Décès
- 5 avril : Johann Bernhard Fischer von Erlach (° 20 juillet 1656) .
- 7 décembre : Jan Blažej Santini-Aichel (° 3 février 1677).